# 丘帕馬爾卡區
丘帕馬爾卡區（西班牙語：Distrito de Chupamarca），是秘魯的一個區，位於該國中南部萬卡韋利卡大區的卡斯特羅維雷納省，始建於1857年1月2日，面積373.78平方公里，海拔高度3,325米，2005年人口1,209，人口密度每平方公里3.2人。